# سوسن أزرق بنفسجي
السوسن الأزرق البنفسجي (باللاتينية: Iris masiae) هو أحد أنواع السوسن من الفصيلة السوسنية.

## الموئل والانتشار
موطنه بلاد الشام وتركيا.

## مرادفات للاسم العلمي
- (باللاتينية: Iris grant-duffii subsp. masia (Foster) Dykes)
- (باللاتينية: Iris caeruleoviolacea (Gomb.) Mouterde)
- (باللاتينية: Iris masia Dykes)
- (باللاتينية: Iris grant-duffii var. caeruleoviolacea Gomb.)